# Johann Spurzheim
Johann Gaspar Spurzheim (1776-1832) was een Duitse arts, een van de belangrijkste vertegenwoordigers van de rond 1800 door Franz Joseph Gall geïnitieerde frenologie.

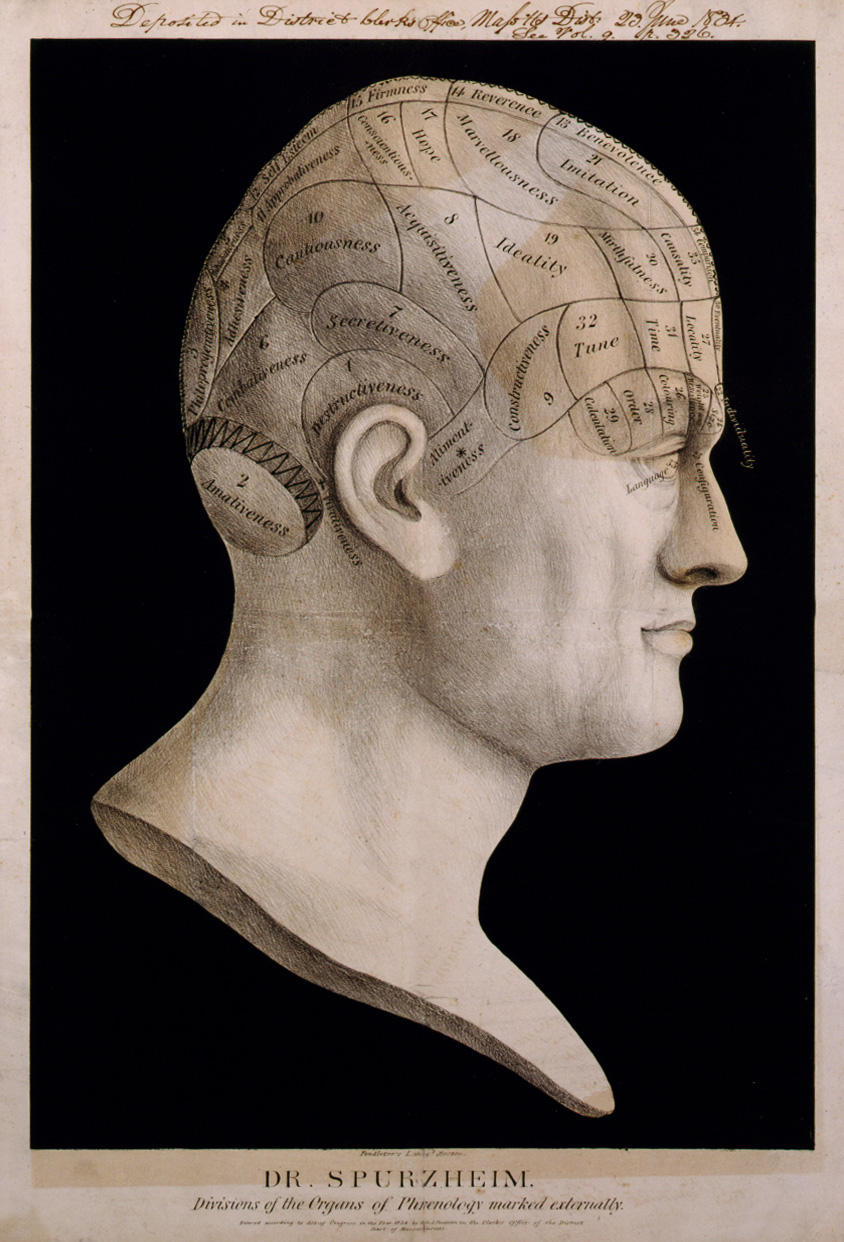
Frenologiekaart van Johann Spurzheim

## Biografie
Spurzheim werd geboren in de buurt van het Duitse Trier op 3 december 1776. Hij studeerde medicijnen aan de universiteit van Wenen. In 1800 maakte hij kennis met Franz Joseph Gall die hem al snel aanstelde als assistent. Samen deden ze onderzoek naar onder meer het piramidaal systeem. Aanvankelijk publiceerden de twee gezamenlijk boeken over het nieuwe vakgebied, maar in 1812 kregen ze een conflict waarna Spurzheim zijn eigen weg ging. Hij gaf door heel Europa colleges en lezingen over wat hij noemde Dr. Gall en Spurzheims fysionomisch systeem. Zijn tour door Europa bezorgde de frenologie veel bekendheid in onder andere Engeland en Frankrijk. 
Spurzheim stierf in 1832 aan tyfus tijdens een bezoek aan de Verenigde Staten.